# Sete trombetas
As sete trombetas ou trombetas apocalípticas são tocadas, uma por vez, para eventos de fila apocalípticos que foram vistos na visão da revelação de Jesus Cristo, para João, como está escrito no Livro de Apocalipse do Novo Testamento. As sete trombetas são tocadas por sete anjos e os eventos que se seguem são descritas em detalhes a partir de Apocalipse capítulo 8 a 11. De acordo com Apocalipse 8:1–2, os anjos começam a soar suas trombetas após a quebra do sétimo selo.

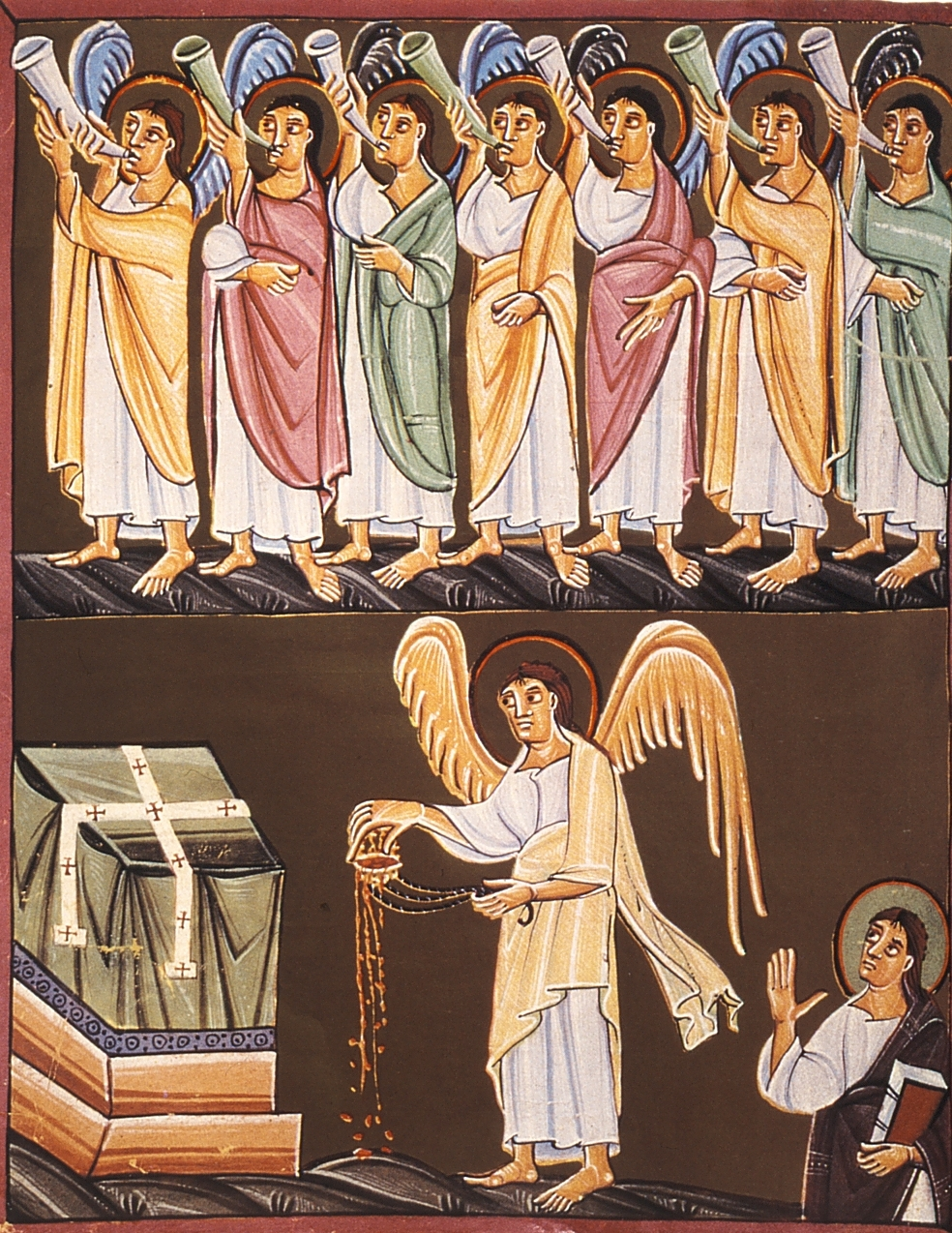
Os sete anjos e as sete trombetas, e o anjo com um incensário.

## As sete trombetas

### Primeira Trombeta
E o primeiro anjo tocou a sua trombeta, houve saraiva e fogo misturado com sangue, é jogado para a Terra queimando um terço das árvores do planeta, e toda a erva verde foi queimada . (Apocalipse 8:7)

### Segunda Trombeta
E o segundo anjo tocou a trombeta; e foi lançada no mar uma coisa como um grande monte ardendo em fogo, e tornou-se em sangue a terça parte do mar (Apocalipse 8:8).

### Terceira Trombeta
E o terceiro anjo tocou a sua trombeta, e caiu do céu uma grande estrela ardendo como uma tocha, e caiu sobre a terça parte dos rios, e sobre as fontes das águas (Apocalipse 8:10)

### Quarta Trombeta
E o quarto anjo tocou a sua trombeta, e foi ferida a terça parte do sol, e a terça parte da lua, e a terça parte das estrelas; para que a terça parte deles se escurecesse, e a terça parte do dia não brilhasse, e semelhantemente a noite (Apocalipse 8:12)

### Quinta Trombeta
O som da quinta trombeta é o "primeiro ai" de três.
E o quinto anjo tocou a sua trombeta, e vi uma estrela que do céu caiu na terra; e foi-lhe dada a chave do poço do abismo, e abriu o poço do abismo, e subiu fumaça do poço, como a fumaça de uma grande fornalha, e com a fumaça do poço escureceu-se o sol e o ar, e da fumaça vieram gafanhotos sobre a terra; e foi-lhes dado poder, como o poder que têm os escorpiões da terra, e foi-lhes dito que não fizessem dano à erva da terra, nem a verdura alguma, nem a árvore alguma, mas somente aos homens que não têm nas suas testas o sinal de Deus.
E foi-lhes permitido, não que os matassem, mas que por cinco meses os atormentassem; e o seu tormento era semelhante ao tormento do escorpião, quando fere o homem. E naqueles dias os homens buscarão a morte, e não a acharão; e desejarão morrer, e a morte fugirá deles. E o parecer dos gafanhotos era semelhante ao de cavalos aparelhados para a guerra; e sobre as suas cabeças havia umas como coroas semelhantes ao ouro; e os seus rostos eram como rostos de homens. E tinham cabelos como cabelos de mulheres, e os seus dentes eram como de leões. E tinham couraças como couraças de ferro; e o ruído das suas asas era como o ruído de carros, quando muitos cavalos correm ao combate. E tinham caudas semelhantes às dos escorpiões, e aguilhões nas suas caudas; e o seu poder era para danificar os homens por cinco meses.

### Sexta Trombeta
O som da sexta trombeta é o "segundo ai". E tocou o sexto anjo a sua trombeta, e ouvi uma voz que vinha das quatro pontas do altar de ouro, que estava diante de Deus, a qual dizia ao sexto anjo, que tinha a trombeta: Solta os quatro anjos, que estão presos junto ao grande rio Eufrates, e foram soltos os quatro anjos, que estavam preparados para a hora, e dia, e mês, e ano, a fim de matarem a terça parte dos homens, e o número dos exércitos dos cavaleiros era de duzentos milhões; e ouvi o número deles, e assim vi os cavalos nesta visão; e os que sobre eles cavalgavam tinham couraças de fogo, de jacinto, e de enxofre; e as cabeças dos cavalos eram como cabeças de leões; e de suas bocas saía fogo, fumaça e enxofre. Por estes três foi morta a terça parte dos homens, isto é pelo fogo, pela fumaça, e pelo enxofre, que saíam das suas bocas.

### Sétima Trombeta
O som da sétima trombeta sinaliza o "terceiro ai". Este é o som da trombeta final. E o sétimo anjo tocou a sua trombeta, e houve no céu grandes vozes, que diziam: Os reinos do mundo vieram a ser de nosso Senhor e do seu Cristo, e ele reinará para todo o sempre, e os vinte e quatro anciãos, que estão assentados em seus tronos diante de Deus, prostraram-se sobre seus rostos e adoraram a Deus,
Dizendo: Graças te damos, Senhor Deus Todo-Poderoso, que és, e que eras, e que hás de vir, que tomaste o teu grande poder, e reinaste, e iraram-se as nações, e veio a tua ira, e o tempo dos mortos, para que sejam julgados, e o tempo de dares o galardão aos profetas, teus servos, e aos santos, e aos que temem o teu nome, a pequenos e a grandes, e o tempo de destruíres os que destroem a terra, e abriu-se no céu o templo de Deus, e a arca da sua aliança foi vista no seu templo; e houve relâmpagos, e vozes, e trovões, e terremotos e grande saraiva. (Apocalipse 11:15–19).

## Interpretações
Na Escatologia cristã, as primeiras seis trombetas são usadas para servir como um alerta para os pecadores sobre a Terra e um apelo ao arrependimento. Em sequência cada trombeta traz consigo uma praga de uma natureza mais desastroso do que a trombeta anterior. As trombetas são utilizadas para construir a antecipação e diz ao leitor que algo está prestes a acontecer. A sétima trombeta não traz nenhuma praga com ela, pelo contrário, ela é tocada de forma que a glória é dada a Deus e Seu reino é anunciado.
Em relação à segunda trombeta, apologistas cristãos especulam que a "grande montanha ardendo em fogo", que mergulha no mar, no Apocalipse 08:08, é um evento de impacto por um possível objeto próximo a Terra, mas há quem diga que é um vulcão em erupção que acaba caindo no mar ou a sua lava cai no mar causando um enorme tsunami. Mas há duas interpretações mais bíblicas: Uma consiste em dizer que será uma das montanhas que é citada no livro de Enoque cap 18, a mesma cai do céu, em um contexto terraplanista. E já a segunda afirma que será uma cidade flutuante em forma de um moinho, muito semelhante aos antigos: circulares e girantes, nesta mesma cidade habita demônios e toda espécie de ave imunda. Eles usam o texto bíblico de Apocalipse 18.
Também há quem diga que a terceira e a quinta e a sexta são simbólicas. E outra diz que todas são simbólicas e estão ligadas aos sete selos e sucedem no mesmo tempo que os sete selos acontecem, mas só é uma maneira de explicar os acontecimentos dos sete selos.
Como exemplo: Eles crêem que a estrela citada da terceira trombeta na verdade é um anjo que amarga as fontes da águas, gerando fome e sede, entrando em paralelo com o terceiro selo, ao qual apresenta uma figura que traz fome.